# Spilobotys chloropyga
Spilobotys chloropyga là một loài bướm đêm trong họ Noctuidae.